# Seeland (Saksonia-Anhalt)
Seeland – miasto w Niemczech, w kraju związkowym Saksonia-Anhalt, w powiecie Salzland. Znajduje się na północny zachód od Aschersleben. Powstało 15 lipca 2009 w wyniku połączenia miasta Hoym oraz samodzielnych gmin Friedrichsaue, Frose, Nachterstedt i Schadeleben. 1 września 2010 do miasta przyłączono gminę Gatersleben.